# Uli Krohm
Uli Krohm (* 1948 in Essen) ist ein deutscher Schauspieler, Off-, Synchron- und Hörspielsprecher.

## Leben
Uli Krohm erhielt von 1969 bis 1972 seine Schauspielausbildung an der Folkwanghochschule. Von 1970 an hatte er Engagements an Theatern in Essen und Bonn und am Nationaltheater Mannheim, wo er alle Rollen seines Fachs als Charakterdarsteller von der antiken Tragödie bis zum Musical spielte.
Seit 1982 ist er als freischaffender Schauspieler an diversen deutschsprachigen Bühnen und fast allen Hamburger Bühnen, wie zum Beispiel dem Thalia Theater, den Kammerspielen, dem Theater im Zimmer und vorrangig am Ernst-Deutsch-Theater tätig. Weiterhin wurde er als beliebtester männlicher Schauspieler in der Hansestadt ausgezeichnet. Er arbeitet auch für Film, Fernsehen, Rundfunk und Synchronisation.
Seit 2002 wohnt er in Berlin.

## Filmografie (Auswahl)
- 1982 Vivatgasse 7
- 1982: Tatort – Blaßlila Briefe
- 1982–1990: Schwarz Rot Gold (Fernsehserie, zwei Folgen)
- 1986: Der Sommer des Samurai
- 1986: Der Drücker
- 1987–1989: Der Alte (Fernsehserie, drei Folgen)
- 1987–2005: Großstadtrevier (Fernsehserie, sechs Folgen)
- 1988: Die Katze
- 1988–1990: Derrick (Fernsehserie, drei Folgen)
- 1989: Der Landarzt (Fernsehserie, eine Folge)
- 1991–2007: Ein Fall für zwei (Fernsehserie, sechs Folgen)
- 1994: Die Männer vom K3 – Keine Chance zu gewinnen
- 1994: Faust (Fernsehreihe, eine Folge)
- 1995: Doppelter Einsatz (Fernsehserie, eine Folge)
- 1995: Stubbe – Von Fall zu Fall (Fernsehserie, eine Folge)
- 1995–2003: Balko (Fernsehserie, zwei Folgen)
- 1996: Adelheid und ihre Mörder (Fernsehserie, eine Folge)
- 1998: Der kleine Dachschaden
- 1999: Die Bademeister
- 2002: Polizeiruf 110 – Vom Himmel gefallen
- 2002: SK Kölsch (Fernsehserie, eine Folge)
- 2003: Dr. Sommerfeld – Neues vom Bülowbogen (Fernsehserie, eine Folge)
- 2003: Löwenzahn (Fernsehserie, eine Folge)
- 2003–2005: Schloss Einstein (Fernsehserie, zwei Folgen)
- 2011: SOKO Stuttgart (Fernsehserie, eine Folge)
- 2012: Wilsberg – Die Bielefeld-Verschwörung
- 2012: SOKO Wismar (Fernsehserie, eine Folge)
- 2012: Tatort – Alter Ego
- 2013: Notruf Hafenkante (Fernsehserie, Folge Gelegenheit macht Diebe)
- 2014: Heiter bis tödlich: Koslowski & Haferkamp (Fernsehserie, 16 Folgen)
- 2014: Quatsch und die Nasenbärbande
- 2015–2017: Heldt (Fernsehserie, drei Folgen)
- 2016: Notruf Hafenkante (Fernsehserie, Folge In Hamburg essen sie Hunde)
- 2017: Morden im Norden (Fernsehserie, Folge Kurzschluss)
- 2018: Gladbeck (Fernsehfilm, Zweiteiler)

## Synchronrollen (Auswahl)
Clu Gulager
- 2008: Feast als Barkeeper
- 2008: Feast 2: Sloppy Seconds als Barmann
- 2009: Feast 3: The Happy Finish als Barmann

John Henshaw
- 2009: Yorkshire Killer 1974 als Bill Hadley
- 2009: Yorkshire Killer 1983 als Bill Hadley
- 2012: Angels’ Share – Ein Schluck für die Engel als Harry

Randy Quaid
- 2002: Pluto Nash – Im Kampf gegen die Mondmafia als Bruno
- 2005: The Ice Harvest als Bill Guerrard

Om Puri
- 2004: Und unsere Träume werden wahr als Mr. Khanna
- 2005: Kisna – Im Feuer der Liebe als Juman Masum Kishti

Kevin Michael Richardson
- 2008–2009: The Spectacular Spider–Man als L. Thompson Lincoln/Tombstone
- 2014–2015: Die 7Z als Happy

Tom Kane
- 2008–2014, 2020: Star Wars: The Clone Wars als Erzähler
- 2021–2024: Star Wars: The Bad Batch als Erzähler

Timothy Spall
- 2009: From Time to Time als Borgis
- 2013: Für Hund und Katz ist auch noch Platz als Der Drache

Michael Hogan
- 2012–2013, 2016: Teen Wolf als Gerard Argent
- 2020: Sonic the Hedgehog als Air Force Chief of Staff

William Devane
- 2014: 50 zu 1 als Leonard Doc Blach
- 2014: 24: Live Another Day als Präsident James Heller

### Filme
- 2006: Peter Guinness in Das Konklave als Kardinal Latino Orsini
- 2006: Daryl Shuttleworth in Donald Strachey: Systemschock als Detective Bailey
- 2006: Steve Speirs in Pirates of the Caribbean – Fluch der Karibik 2 als Quartiermeister
- 2009: Robert Miano in Fast & Furious – Neues Modell. Originalteile. als Braga Double
- 2009: J. K. Simmons in (Traum)Job gesucht als Roy Davies
- 2009: Edward James Olmos in The Green Hornet als Axford
- 2011: Richard Fitzpatrick in Die 12 Weihnachts-Dates als Jim
- 2012: Don Stroud in Django Unchained als Sheriff Bill Sharp
- 2012: Takeshi Aono in Roujin Z als Alter Mann
- 2015: Winston Churchill in A Royal Night – Ein königliches Vergnügen als Winston Churchill
- 2019: Pascal N’Zonzi in Monsieur Claude 2 als Ándre Koffi
- 2019: Danny DeVito in Jumanji: The Next Level als Eddie Gilpin
- 2019: Zorion Eguileor in Der Schacht als Trimagasi
- 2020: Scott Glenn in Greenland als Dale
- 2020: Jack Thompson in High Ground – Der Kopfgeldjäger als Moran
- 2020: William Gaminara in Honour als David Lederman
- 2020: Ron Pardo in Mighty Express: Ein Weihnachtsabenteuer als Weihnachtsmann
- 2020: Perry Eidson in Ein weihnachtliches Willkommen als Santa
- 2021: Motomu Kiyokawa in Evangelion: 3.0+1.01 Thrice Upon A Time als Kouzou Fuyutsuki
- 2021: Moti Haim in Licorice Pizza als Moti Kane / Alanas Vater
- 2021: Roger Jerome in The Marksman – Der Scharfschütze als Otto
- 2021: Pascal N’Zonzi in Monsieur Claude und sein großes Fest als André Kofi
- 2021: Jerome A. Wilson in One Night in Miami als Elijah Muhammad
- 2021: John Amos in Der Prinz aus Zamunda 2 als Cleo McDowell
- 2021: Lucio Romero in Sky High als Abuelo
- 2021: Ira Hawkins in Swan Song als Eunice
- 2021: Ronny Chieng in Der Wunschdrache als Pipa God
- 2022: John Beasley in Firestarter als Irv Manders
- 2022: Lavell Crawford in Home Team als Gus der Busfahrer
- 2023: John Robert Thompson in Once Upon a Studio als Brummbär / Grumpy
- 2024: Stephen McKinley Henderson in Civil War als Sammy
- 2024: Louis Gossett Jr. in IF: Imaginäre Freunde als Lewis

### Serien
- 2006–2008: John Amos in Men in Trees als Buzz Washington
- 2008: Tony Amendola in Dexter als Santos Jimenez
- 2008–2014: Dayton Callie als Wayne Unser in Sons of Anarchy
- 2011, 2013, 2016: Michael Kopsa in Ninjago als Samukai
- 2012: Edward James Olmos in Dexter als Professor James Gellar
- 2012–2017: Garrett Morris in 2 Broke Girls als Earl
- 2013–2021: George Segal als Albert „Pops“ Solomon in Die Goldbergs
- 2015: Pruitt Taylor Vince in Heroes Reborn als Casper Abraham
- 2015: Paul Dobson in Mune － Der Wächter des Mondes als Yule
- 2016: Scott Wilson in The OA als Abel Johnson
- 2017–2019: Peter Gerety in Sneaky Pete als Otto Bernhardt
- 2021: Carl Lumbly in The Falcon and the Winter Soldier (Folgen 1.02 und 1.05–1.06) als Isaiah Bradley
- 2021–2022: Keith Ferguson in Kid Cosmic als George / Papa G
- 2024: Zlatko Burić in Jana – Marked for Life als Gavril 'Baba' Bolanaki

### Videospiele
- 1999: Total Annihilation: Kingdoms als unbekannt
- 1999: Lands of Lore III als unbekannt
- 2001: TKKG 8 – das Geheimnisvolle Testament als Krabbe
- 2002: Black & White: Creature Isle als unbekannt
- 2003: Star Trek: Elite Force II als unbekannt
- 2005: Black & White 2 als unbekannt
- 2005: Black & White 2 (Collector’s Edition) als unbekannt
- 2009: Batman: Arkham City als Hugo Strange[2]
- 2009: The Book of Unwritten Tales als unbekannt
- 2011: Crysis 2 als unbekannt
- 2011: The Elder Scrolls V: Skyrim als unbekannt
- 2012: Assassin’s Creed III als unbekannt
- 2013: Assassin’s Creed III: The Tyranny of King Washington – The Redemption als unbekannt
- 2015: The Book of Unwritten Tales 2 als Grump
- 2015: The Book of Unwritten Tales 2 (Almanac Edition) als unbekannt
- 2016: The Elder Scrolls V: Skyrim – Special Edition als Thadgeir
- 2017: For Honor als unbekannt
- 2017: Prey als unbekannt[3]

## Hörspiele (Auswahl)
- 2001: Folge 100 Die drei ??? Toteninsel (als Mr. Olin)
- 2013: The Clone Wars – 3-CD Hörspielbox Vol. 1, Universal Music Vertrieb – A Division of Universal Music GmbH ( The Clone Wars)
- 2015: Monster 1983 – Der alte Harper
- 2018–2023: Folgen 88–109: Bibi und Tina (als Mühlenhofbauer)

## Hörbücher
- Benjamin Black: Der silberne Schwan, Lübbe Audio, ISBN 978-3-7857-3797-2
- Stephen King: Nachtschicht – die vollständige Hörbuchausgabe, Lübbe Audio, ISBN 978-3-7857-4669-1 (gemeinsam mit Jürgen Kluckert & Joachim Kerzel)